# Yakovlev Yak-28
Pour les articles homonymes, voir Brewer.
Le Yakovlev Yak-28 (code OTAN : Brewer) est un bombardier à réaction conçu par l'URSS à la fin des années 1950. Il a été construit jusqu'en 1971 à environ 1 180 exemplaires dans différentes versions destinées également à l'interception (code OTAN : Firebar), la reconnaissance, la guerre électronique ou l'entraînement (code OTAN : Maestro) dans les usines aéronautiques de Saratov (1963 - 1964), d'Irkoutsk (1960 - 1971) et de Novossibirsk.

## Conception
Le Yak-28 a une grande aile médiane à 45 degrés de flèche. Le stabilisateur est situé au centre de la dérive (avec des découpes pour permettre le mouvement du gouvernail). Des becs sont montés sur les bords d'attaque et des volets à fente sont montés sur le bord de fuite des ailes.
Les deux turboréacteurs Toumanski R-11, initialement de 57 kN de poussée chacun, sont montés dans des nacelles sous les ailes, comme sur le Yak-25.
Cette disposition des moteurs, ainsi que le train d'atterrissage de type « monotrace » composé de deux diabolos en tandem très espacés (complétés par deux roulettes d'équilibrage dans des carénages près des extrémités des ailes), permettent à la plupart du volume du fuselage d'être utilisé pour le combustible et de l'équipement.
L'appareil est principalement transsonique, bien que Mach 1 puisse être dépassé à haute altitude. 
Un Yak-28 piloté par le capitaine Boris Kapustin et le lieutenant Youri Yanov s'est écrasé le 6 avril 1966 à Berlin-Ouest. Lorsque l'un des moteurs de leur avion a calé, ils ont réussi à détourner leur avion d'un lotissement de Berlin-Ouest vers le lac Stößensee à la limite entre le secteur britannique et le secteur soviétique de Berlin-Est. Les deux pilotes ont reçu, à titre posthume, l'ordre du Drapeau rouge. Leurs corps, avec l'épave, ont été retirés du lac par les forces britanniques qui réussirent à examiner le radar dont les capacités étaient alors inconnues par l'Occident et les équipements de l'avion ,.

## Variantes
- Yak-28B Brewer A : version initiale de bombardement
- Yak-28L Brewer B : système de visée modifié
- Yak-28I Brewer C : radar de bombardement amélioré
- Yak-28U Maestro : version biplace d'entraînement
- Yak-28R Brewer D : version de reconnaissance
- Yak-28PP Brewer E : version de guerre électronique
- Yak-28P Firebar : version d'interception

## Utilisateurs
Russie
- Armée de l'air russe

 Union soviétique
- Armée de l'air soviétique
- Défense antiaérienne soviétique

 Turkménistan
- Armée de l'air du Turkmenistan (en)

 Ukraine
- Armée de l'air ukrainienne utilise 35 appareils.

## Culture populaire
Dans l'univers des animés Stratos4, le Yak-28MST est employé comme avion d'entrainement.

### Développement lié
- Yakovlev Yak-25
- Yakovlev Yak-27

### Aéronefs comparables
- Douglas B-66
- A3D Skywarrior
- Blackburn Buccaneer
- F-101 Voodoo
- Sud Aviation Vautour
- Iliouchine Il-28
- English Electric Canberra